# Brunsvigia elandsmontana
Brunsvigia elandsmontana är en amaryllisväxtart som beskrevs av Deirdré Anne Snijman. Brunsvigia elandsmontana ingår i släktet Brunsvigia och familjen amaryllisväxter. Inga underarter finns listade i Catalogue of Life.